# Frederico Francisco I de Meclemburgo-Schwerin
Frederico Francisco I (10 de Dezembro de 1756 - 1 de Fevereiro de 1837) governou o estado alemão de Meclemburgo-Schwerin, primeiro como duque (1785-1815) e depois como grão-duque (1815-1837).

## Família
Frederico Francisco era o filho mais velho do duque Luís de Meclemburgo-Schwerin e da duquesa Carlota Sofia de Saxe-Coburgo-Saalfeld. A sua única irmã era a duquesa Sofia Frederica de Meclemburgo-Schwerin, casada com o príncipe-herdeiro Frederico da Dinamarca e Noruega. Os seus avós paternos eram o duque Carlos Luís II de Meclemburgo-Schwerin e a duquesa Gustava Carolina de Meclemburgo-Schwerin. Os seus avós maternos eram o duque Francisco Josias de Saxe-Coburgo-Saalfeld e a princesa Ana Sofia de Schwarzburg-Rudolstadt.

## Sucessão e reinado
Após a morte do seu avô em 1756, foi o tio de Frederico, o duque Frederico II de Meclemburgo-Schwerin, que sucedeu ao ducado, mas uma vez que este se manteve solteiro e sem filhos, nomeou o seu irmão para herdeiro. Contudo o pai de Frederico morreu antes do seu irmão e, por isso, após a morte do tio em 1785 foi Frederico Francisco que o sucedeu.
Após as Guerras Napoleónicas, Frederico Francisco foi elevado ao estatuto de grão-duque pelo Congresso de Viena. Juntamente com o seu primo de Meclemburgo-Strelitz, é conhecido como um dos governantes alemães mais reaccionários de sempre. Após a sua morte em 1837, foi sucedido pelo seu neto, o grão-duque Paulo Frederico I de Meclemburgo-Schwerin.

## Casamento e descendência
No dia 1 de Junho de 1775, Frederico Francisco casou-se com a princesa Luísa de Saxe-Gota-Altemburgo em Gota. Tiveram seis filhos:
- Frederico Luís de Meclemburgo-Schwerin (13 de Junho de 1778 - 29 de Novembro de 1819), casado primeiro com a grã-duquesa Helena Pavlovna da Rússia, uma filha do czar Paulo I da Rússia; desta linha descende a família real holandesa, pois o bisneto de Frederico, Henrique de Meclemburgo-Schwerin, se casou com a rainha Guilhermina dos Países Baixos e foi pai da rainha Juliana. Através do segundo casamento com a princesa Carolina Luísa de Saxe-Weimar-Eisenach, descendem os Orleães através do casamento da sua filha Helena de Meclemburgo-Schwerin com o príncipe Fernando Filipe de Orleães.
- Luísa Carlota de Meclemburgo-Schwerin (19 de Novembro de 1779 - 4 de Janeiro de 1801), casada com o duque Augusto de Saxe-Gota-Altemburgo, foram pais da duquesa Luísa de Saxe-Gota-Altemburgo, mãe de Alberto, príncipe-consorte do Reino Unido e, assim, antepassados da família real britânica.
- Gustavo Guilherme de Meclemburgo-Schwerin (31 de Janeiro de 1781 - 10 de Janeiro de 1851)
- Carlos de Meclemburgo-Schwerin (2 de Julho de 1782 - 22 de Maio de 1833)
- Carlota Frederica de Meclemburgo-Schwerin (4 de Dezembro de 1784 - 13 de Julho de 1840), casada com o rei Cristiano VIII da Dinamarca, mãe do rei Frederico VII da Dinamarca.
- Adolfo de Meclemburgo-Schwerin (18 de Dezembro de 1785 - 8 de Maio de 1821)